# Mucilago
Mucilago Battara (pianka) – rodzaj śluzowców (Mycetozoa).

## Systematyka i nazewnictwo
Pozycja w klasyfikacji według Index Fungorum: Didymiidae, Stemonitida, Myxogastria, Myxogastrea, Mycetozoa, Amoebozoa, Protozoa.
Synonimy nazwy naukowej: Mucilago P. Micheli, Spumaria Pers.

## Gatunki
- Mucilago aestiva P. Micheli 1729[3]
- Mucilago crustacea P. Micheli ex F.H. Wigg. 1780 – pianka okazała
- Mucilago filamentosa Bonamy[3]
- Mucilago granosa Scop. 1772[3]
- Mucilago minima P. Micheli 1729[3]
- Mucilago sordida Scop. 1772

Wykaz gatunków (nazwy naukowe) na podstawie Index Fungorum. Nazwa polska według checklist.